# Bridge Creek (Wisconsin)
Bridge Creek è un comune degli Stati Uniti, situato in Wisconsin, nella Contea di Eau Claire.